# Nanba
Nanba (難波), sovint romanitzat com a Namba és un barri als districtes de Chūō i Naniwa de la ciutat d'Osaka, a la prefectura d'Osaka, Japó. Nanba és la "capital" de la zona sud (Minami) de la ciutat d'Osaka. Nanba ha donat el seu nom a el grup de música idol NMB 48.
Nanba és un barri animat i jove, i junt amb el d'Umeda, més enfocat als negocis i als oficinistes, Nanba és un dels centres neuràlgics de la ciutat d'Osaka. Al barri es troben botigues i llocs d'esplai com diversos centres comercials entre els quals es troba el Takashimaya, així com salons de pachinko i galeries comercials. No s'ha de confondre ni incloure el barri de Dōtonbori amb el de Nanba.

## Geografia
El barri de Nanba es troba dividit entre dos districtes de la ciutat d'Osaka: el de Chūō i el de Naniwa. Tot i que a voltes per desconeixement es pot incluir el barri de Dōtonbori dins de Nanba, aquest és un altre barri, si bé la seua proximitat geogràfica fa que siguen fàcils de confondre. Nanba és el centre no oficial de Minami o l'àrea sud de la ciutat d'Osaka, mentres que el centre de la zona nord o Kita és Umeda. Històricament, el barri de Nanba ha estat molt unit als barris veïns de Dôtonbori i Shinsaibashi, tots dos situats al nord de l'estació de Nanba.

## Història
Es té constància del nom de Nanba per primera volta a principis del període Edo, que indicava el lloc d'un petit llogaret que va esdevindre poc a poc famós pel seu comerç i va tindre la consideració de poble des del 1700 segons les antigues lleis japoneses. Pel lloc passava el riu Nagahori, que fou enterrat el 1962.
La zona va esdevindre encara més famosa i popular amb l'obertura de la línia del Ferrocarril Elèctric Nankai, que passava per Nanba. El 1897 va deixar de ser municipi independent per a integrar-se a la ciutat d'Osaka, obrint-se alhora tot tipus de negocis de restauració i esplai. Durant la Segona Guerra Mundial Nanba va patir els atacs aeris nord-americans, quedant pràcticament destruïda.

## Transport
- Metro d'Osaka
  - Nanba

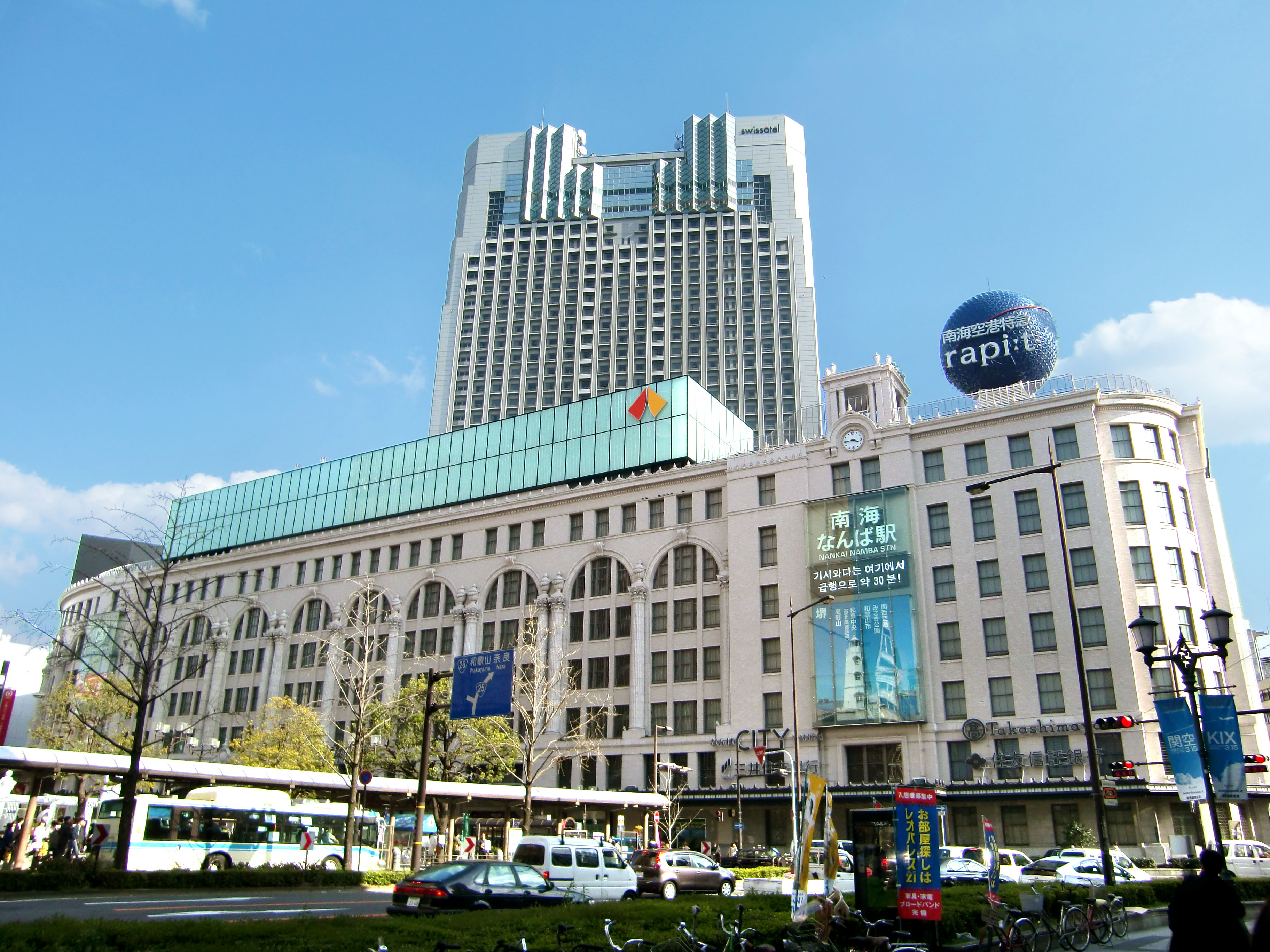
Estació de Nanba i Takashimaya

- Companyia de Ferrocarrils del Japó Occidental (JR West)
  - JR Nanba
- Ferrocarril Elèctric Nankai
  - Nanba
- Ferrocarril Elèctric Hanshin
  - Ōsaka-Nanba
- Kintetsu
  - Ōsaka-Nanba